# فرانك جاي قاولد
فرانك جاي قاولد (بالإنجليزية: Frank Jay Gould)‏ هو رائد أعمال أمريكي، ولد في 4 ديسمبر 1877 في مانهاتن في الولايات المتحدة، وتوفي في 1 أبريل 1956 في جوان لي بان ‏ في فرنسا.